# 魯蒙蓋
魯蒙蓋（Rumonge）是東非國家布隆迪的城市，是鲁蒙盖省的首府，位於該國西南部，毗鄰坦噶尼喀湖，距離首都布瓊布拉72公里，海拔高度809米，經濟活動有漁業、畜牧業和旅遊業，人口約50,000。
3°58′S 29°26′E / 3.967°S 29.433°E